# Казмашево
Казма́шево, также Казма́ш  (баш. Ҡаҙмаш ) — деревня в Абзелиловском районе Республики Башкортостан России. Относится к Амангильдинскому сельсовету. 
Находится на месте впадения в реку Большой Кизил реки Большой Казмаш.

## Географическое положение
Расстояние до:
- районного центра (Аскарово): 22 км,
- центра сельсовета (Амангильдино): 3 км,
- ближайшей железнодорожной станции (Магнитогорск-Пассажирский): 74 км.

## Происхождение названия
От названия реки Казмаш (баш. Ҡаҙмаш ), на которой находится деревня.

## Население
| 1968 | 2002 | 2009 | 2010 |
| ---- | ---- | ---- | ---- |
| 564  | ↘333 | ↗627 | ↘538 |

Согласно переписи 2002 года, преобладающая национальность — башкиры (100 %).

## Религия
В деревне есть мечеть.